# Lee Chae-un
Pour les articles homonymes, voir Lee.
Dans ce nom, le nom de famille, Lee, précède le nom personnel coréen.
Lee Chae-un, né le 11 avril 2006, est un snowboardeur sud-coréen. Il est médaillé d'or lors des Mondiaux 2023 en halfpipe.

## Palmarès

### Championnats du monde
- Bakuriani - Mondiaux 2023 :
  -  Médaillé d'or en halfpipe.

### Coupe du monde
- 2 podiums : 1 deuxième place et 1 troisième place.

### Jeux olympiques de la jeunesse
- Gangwon - JOJ 2024 :
  -  Médaillé d'or en slopestyle.
  -  Médaillé d'or en halfpipe.